# Crossover (fiction)

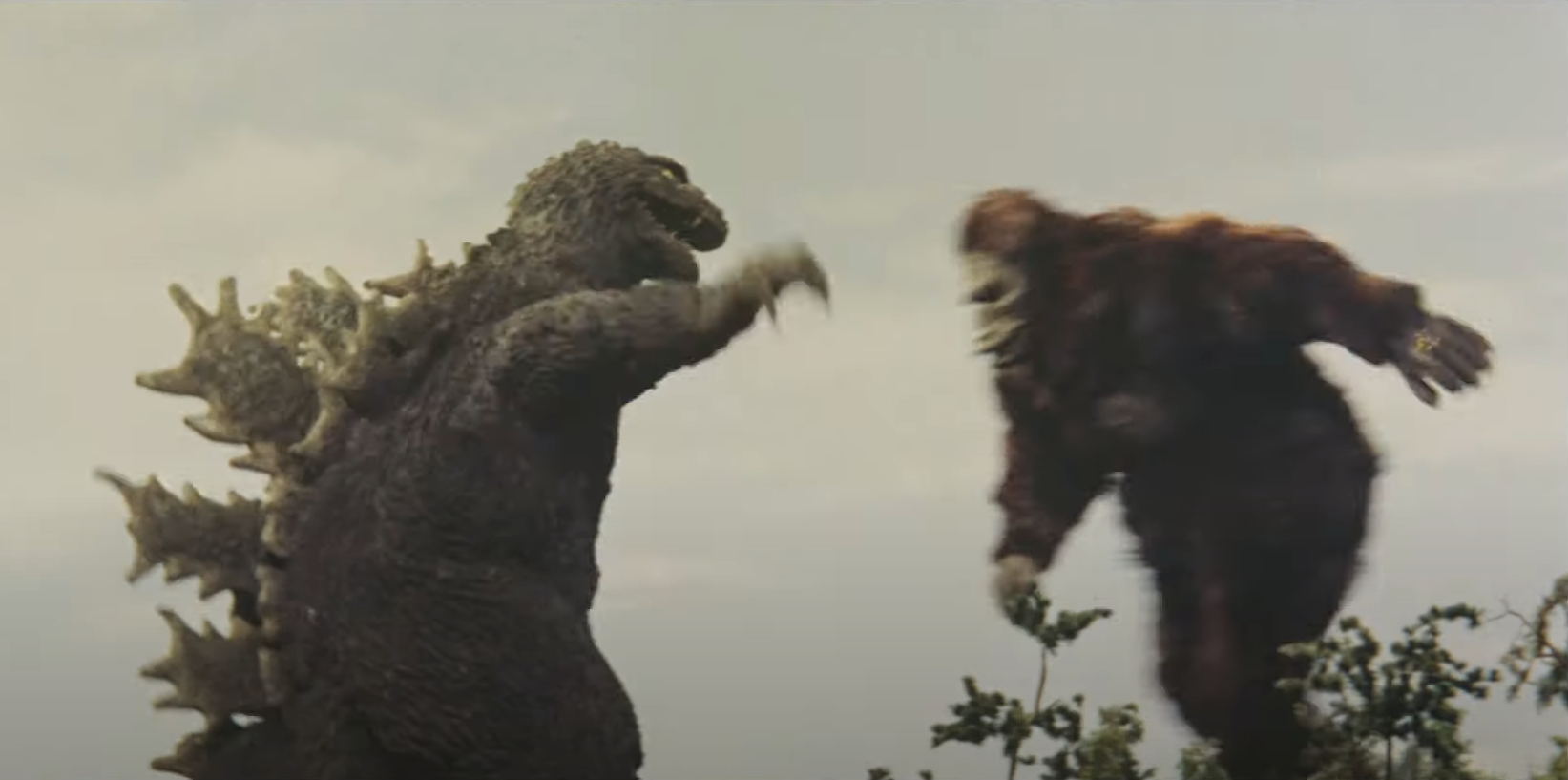
Un esempio di crossover: i personaggi King Kong e Godzilla, appartenenti a due serie distinte, si sono affrontati nei film Il trionfo di King Kong del 1962 (nell'immagine) e in Godzilla vs. Kong del 2021.

Un crossover (dall'inglese to cross over, ovvero "passare dall'altra parte") consiste nell'unire due o più ambientazioni diverse in un'unica narrazione. Questa operazione viene effettuata in vari media: nei fumetti, nelle fiction televisive, nei videogiochi, nelle opere cinematografiche. La traduzione italiana più comune nell'ambito dei fumetti è "intreccio narrativo", ma abitualmente viene usato il termine in inglese, ormai entrato nell'uso comune dei giornalisti e redattori del settore.

## Crossover nei fumetti
Nell'editoria a fumetti, il termine crossover si riferisce a una storia in più parti, distribuite su collane diverse, che vede agire insieme personaggi che normalmente agiscono separati. L'espressione è tipica del mondo dei supereroi, ma non ne è esclusiva. Esiste, inoltre, un termine simile, team-up, che indica gli incontri tra supereroi (Wolverine e Spider-Man per esempio) o gruppi di supereroi come Vendicatori e Fantastici Quattro, o come JLA e JSA, però su un unico albo o, semmai, su più albi della stessa collana.
Nella maggior parte dei casi, comunque, un crossover è una storia con un inizio ed una fine, anche se è capitato che alcuni crossover abbiano dato origine a nuove serie regolari, come nel caso di Onslaught, alla cui conclusione la Marvel Comics varò nuove serie sui suoi personaggi classici che ricominciarono dal numero 1. Le storie di questo tipo si incrociano su varie testate, generalmente appartenenti alle stesso gruppo o strettamente collegate fra loro (gli X-Men sono stati protagonisti di molti crossover), anche se non è una regola ferrea. Ad esempio uno dei più importanti crossover, Vendicatori divisi (2004), ha coinvolto non solo le collane dedicate al gruppo ma anche quelle di Spider-Man. Il più classico e famoso esempio di crossover resta ancora Crisi sulle Terre infinite, di Marv Wolfman e George Pérez, che provò a mettere ordine alla confusione generata da decenni di continuity all'interno dell'universo narrativo della DC Comics.
Il crossover è un metodo utilizzato anche nei manga da alcuni autori. Il caso più eclatante è rappresentato dalle CLAMP, che hanno prodotto decine di fumetti, la maggior parte dei quali realizzati all'incirca nello stesso spazio (Tokyo) e nello stesso tempo (la contemporaneità). Per esempio, i protagonisti del fumetto Tokyo Babylon, dopo la sua conclusione, confluiscono in X; i tre titoli Il ladro dalle mille facce, Polizia scolastica Duklyon e CLAMP Detective presentano gli stessi protagonisti visti da punti di vista diversi. Tra le varie opere delle CLAMP risalta il rapporto fra i due manga xxxHOLiC e Tsubasa RESERVoir CHRoNiCLE: sono ambientati in universi differenti (il primo sulla Terra ed il secondo in molteplici mondi fantasy), ma i personaggi, tramite distorsioni dimensionali, passano da un mondo all'altro e da un fumetto all'altro, così che i personaggi di un titolo possono fisicamente ritrovarsi nell'altro e viceversa. Inoltre, i personaggi di Tsubasa RESERVoir CHRoNiCLE sono tutti provenienti da precedenti opere delle stesse autrici, così che in quest'opera convivono contemporaneamente molti personaggi che le CLAMP hanno sviluppato in molti anni di carriera.
In Italia i crossover tra personaggi sono rari: uno dei più noti è quello tra Martin Mystère e Dylan Dog, entrambi editi dalla Sergio Bonelli Editore, che si sono incontrati negli albi speciali fuori serie "Ultima fermata: l'incubo" e "La fine del mondo".

## Crossover nella televisione e nel cinema
Nel contesto delle fiction televisive si tratta solitamente di un episodio in cui appaiono due o più personaggi facenti parte di mondi immaginari (quindi serie televisive) diverse. I crossover sono comuni tra serie che condividono la stessa casa di produzione o vengono trasmessi dalla stessa rete televisiva. Nel 1986, ad esempio, la protagonista de La signora in giallo apparve in un episodio di Magnum P.I.; entrambi gli show erano trasmessi dal network CBS.
Più raramente, le due serie televisive condividono un personaggio o un'ambientazione. Vi furono ad esempio alcuni crossover tra la serie Innamorati pazzi e la sitcom Friends, accomunati dal personaggio di Ursula Buffay e dall'essere ambientati a New York; entrambe le serie sono trasmesse dal network NBC. Il detective John Munch, protagonista della serie Homicide, apparve in un episodio di X-Files e in uno di Law & Order - I due volti della giustizia; in seguito alla cancellazione dello show, il personaggio di Munch si trasferì permanentemente a New York, entrando a far parte del cast di Law & Order - Unità vittime speciali.
Frequenti sono i crossover tra una serie e il suo spin-off; nel 2009, ad esempio, il personaggio di Raymond Langston (originario della serie CSI - Scena del crimine) apparve in breve tempo sia in CSI: Miami che in CSI: NY. Inoltre, un backdoor pilot consiste sostanzialmente in un crossover tra la serie originaria e lo spin-off in fase di creazione, che sono appunto ambientati nello stesso mondo immaginario. Anche nelle serie televisive ambientate a Chicago (Chicago Fire e i suoi spin-off Chicago P.D., Chicago Med e Chicago Justice) sono presenti diversi crossover in cui i personaggi principali appaiono in più serie.
Crossover nei cartoni animati non sono rari e la maggior parte di essi presenteranno spesso personaggi di altre serie ma di proprietà dello stesso studio o rete. Questo comprende ad esempio le serie della Cartoon Network come lo special Le tenebrose avventure del KND, che comprende cinque crossover tra Ed, Edd & Eddy, Nome in codice: Kommando Nuovi Diavoli, Le tenebrose avventure di Billy e Mandy, e un riferimento a Le Superchicche e Scooby-Doo. In modo simile, la serie animata Lilo & Stitch ha avuto crossover con vari altri cartoni Disney, tra cui La famiglia Proud, Kim Possible, Ricreazione e American Dragon: Jake Long. Le serie animate per adulti I Simpson, I Griffin e Drawn Together hanno avuto crossover tra loro e molti altri personaggi dell'animazione (in particolare Drawn Together, avendo un'ambientazione come la Cartoonia di Chi ha incastrato Roger Rabbit resa ancora più chiara dai numerosi camei di personaggi di cartoni, fumetti e videogiochi).
Ultimamente sia le serie televisive Marvel che quelle DC Comics sono ambientate nei loro rispettivi universi: per la Marvel, le serie TV Daredevil e Jessica Jones sono ambientate nello stesso universo insieme alle serie TV Iron Fist e Luke Cage. Inoltre quest'ultimo appare anche in diverse puntate di Jessica Jones. Sempre nell'universo Marvel, la serie TV Agents of S.H.I.E.L.D è collegata con l'universo cinematografico Marvel anche se i personaggi principali dei film Marvel non appaiono mai nella serie. Anche alcune serie DC Comics sono ambientate nello stesso universo, come The Flash, Arrow, Constantine, Vixen, Legends of Tomorrow: infatti i protagonisti interagiscono tra loro in diverse puntate; in più la Warner Bros. ha dichiarato che anche la serie Supergirl è ambientata nello stesso universo e che Barry Allen/Flash apparirà in più di una puntata.
Altri esempi sono Operazione terrore, film in cui compaiono celebri mostri appartenenti a serie cinematografiche distinte, così come Mortal Kombat vs DC Universe, che è un esempio di crossover applicato nel settore dei videogiochi (vi compaiono infatti personaggi del mondo di Mortal Kombat che combattono contro quelli delle serie a fumetti DC Comics) come ed esempio anche Super Smash Bros e LEGO Dimensions. Tuttavia, anche nel contesto cinematografico è stato adottato questo "incrocio narrativo", come per esempio in The Avengers e Avengers: Age of Ultron, entrambi diretti da Joss Whedon, Captain America: Civil War dei fratelli Russo; Batman v Superman: Dawn of Justice, Justice League  e Zack Snyder's Justice League, diretti da Zack Snyder; e Godzilla vs. Kong diretto da Adam Wingard.
Un film tv crossover fra le serie Nickelodeon Icarly e Victorious si chiama iParty con Victorious.

## Galleria d'immagini

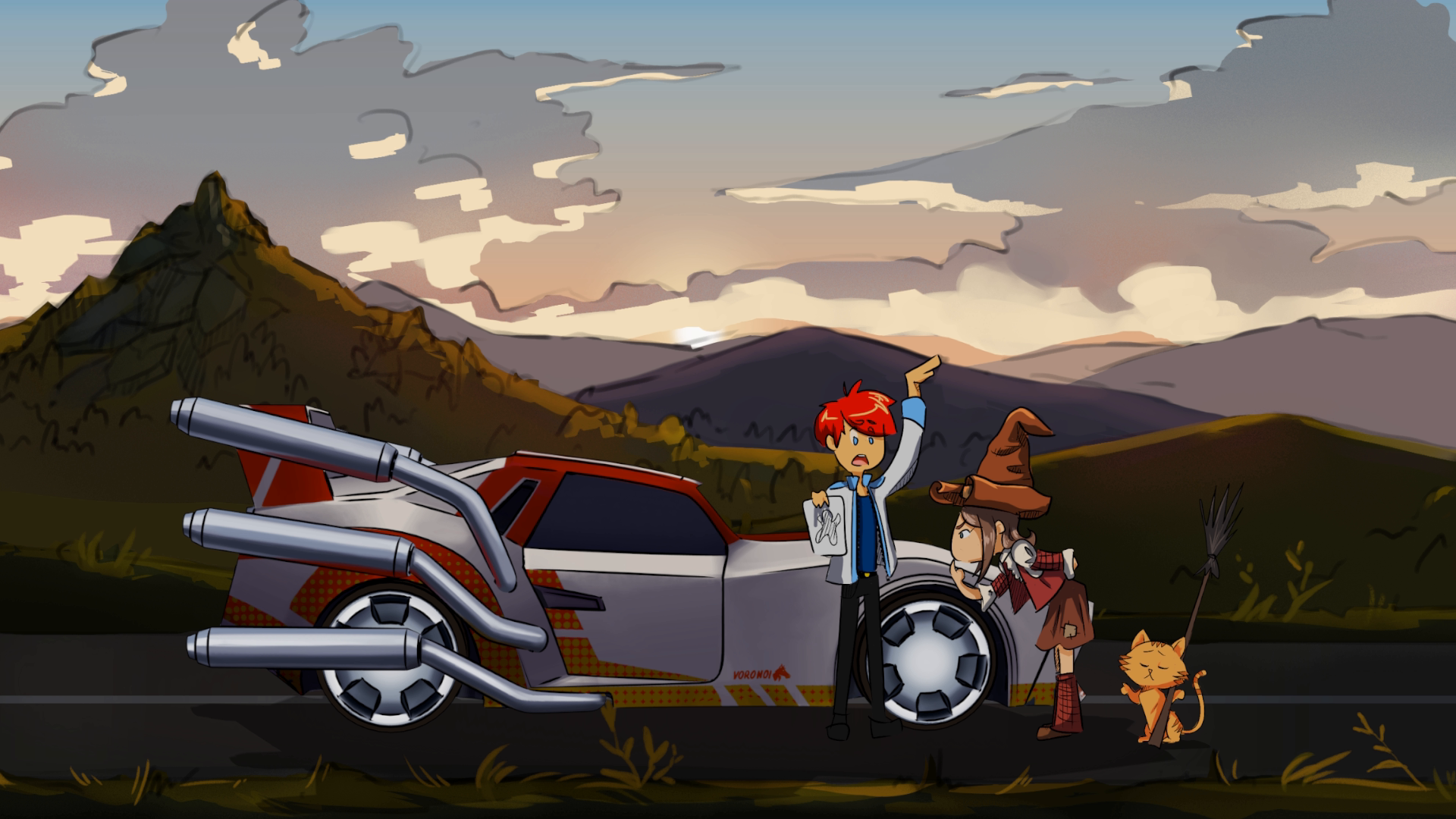
Ivan Tsarevich e le apparizioni cameo di Pepper e Carrot nell'episodio 4 di Morevna Project
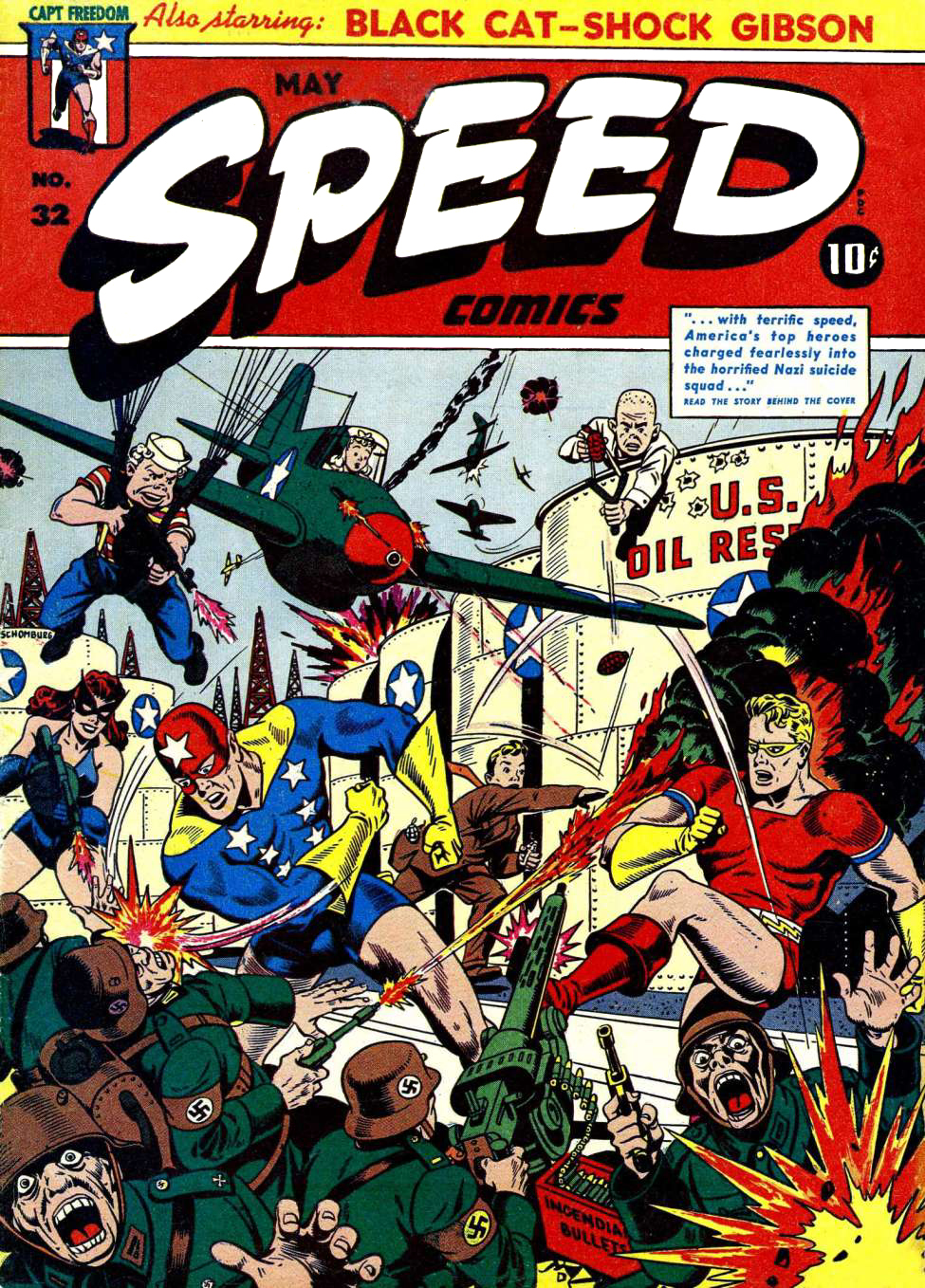
I crossover dei fumetti possono essere fatti risalire all'età dell'oro, dove i personaggi si univano spesso in copertina (sebbene molto più raramente all'interno).
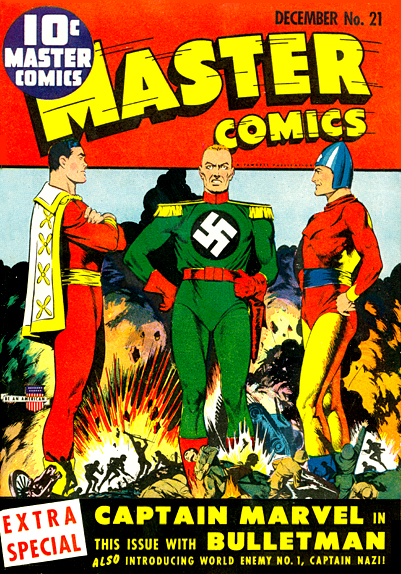
Un primo esempio di crossover a fumetti: Captain Marvel e Bulletman uniscono le forze per combattere Captain Nazi.
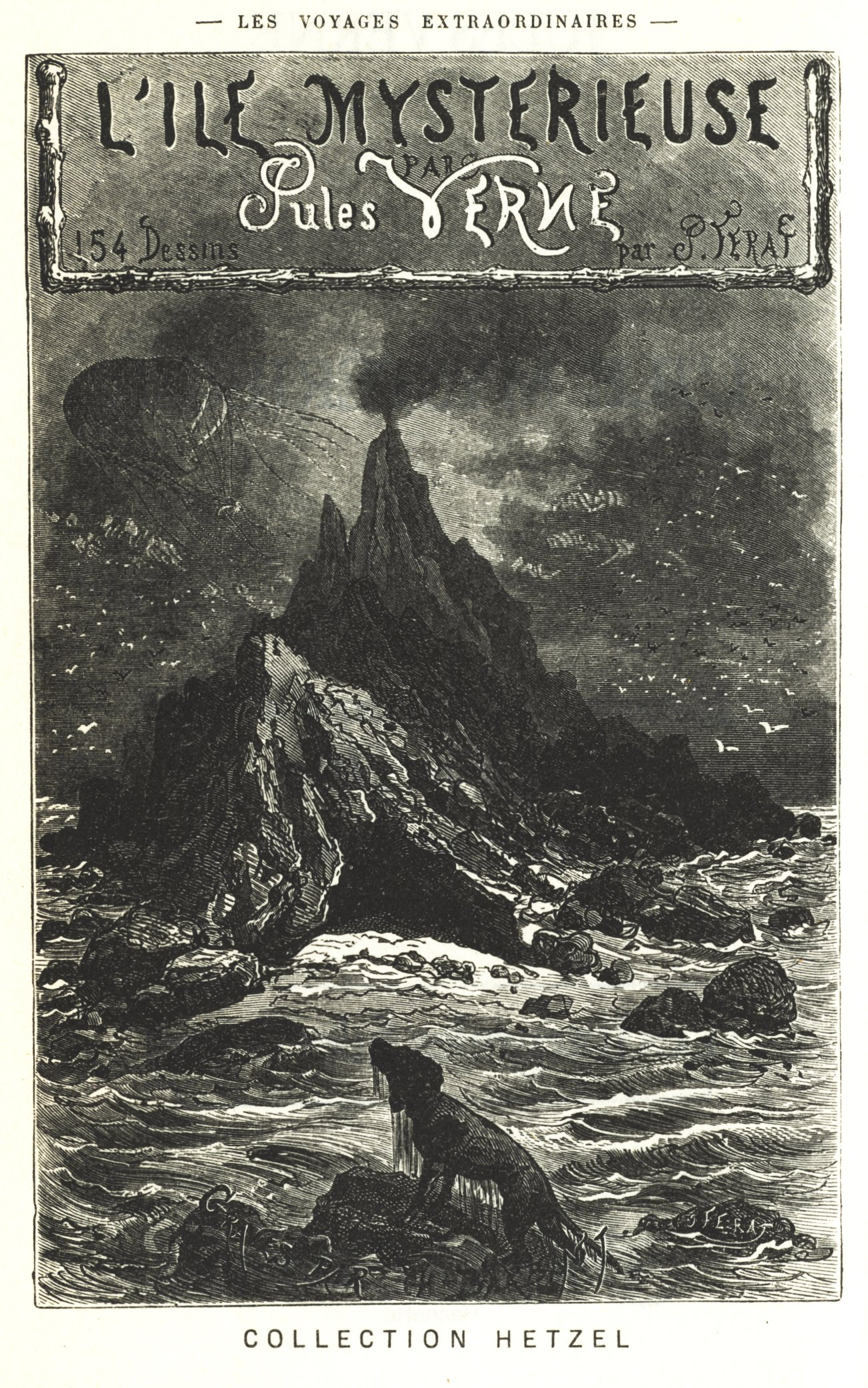
L'isola misteriosa. Il romanzo è un sequel crossover dei famosi Ventimila leghe sotto i mari di Verne (1870) e Alla ricerca dei naufraghi (1867–68).